# Cap Feto

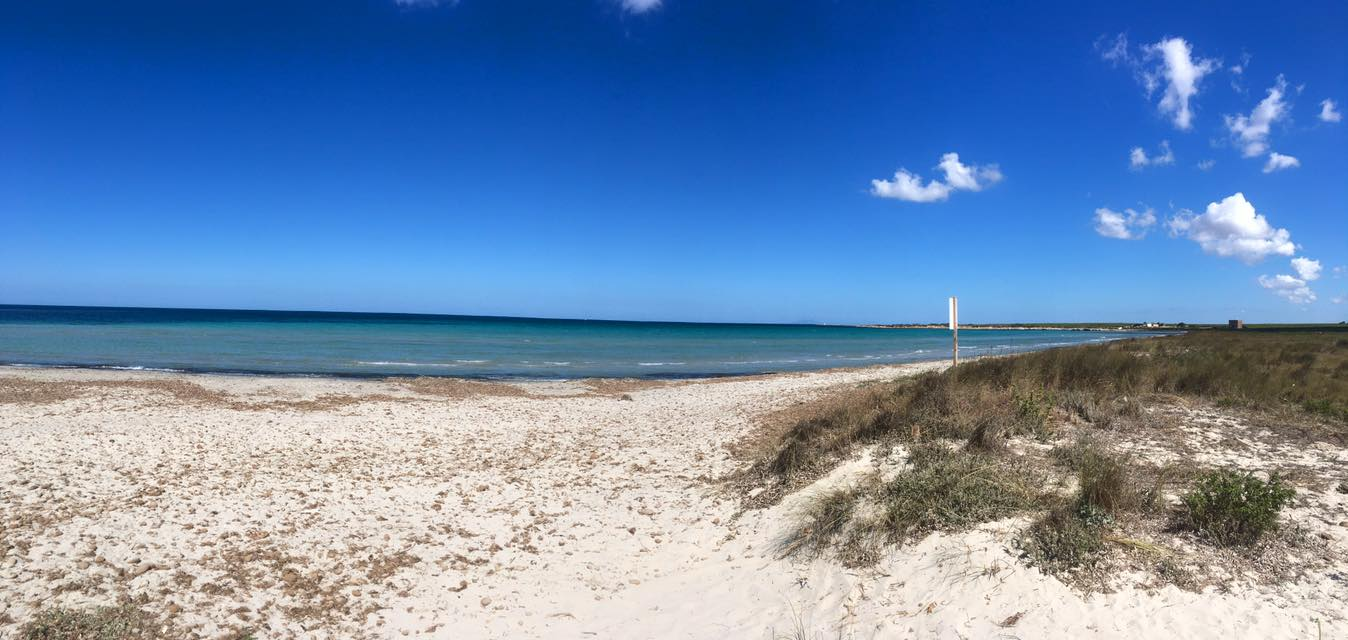

Le cap Feto est un cap situé dans l'Ouest de la Sicile, à proximité de la ville de Mazara del Vallo, à l'endroit le plus étroit du canal de Sicile entre la Sicile et la Tunisie qui ne se trouve qu'à 144 km.
On y trouve un phare.
La réserve naturelle du Cap Feto s'étend sur 435 ha, presque entièrement submergés en hiver. C'est une des dernières zones côtières humides en Sicile. On y trouve de la salicorne et des posidonies.

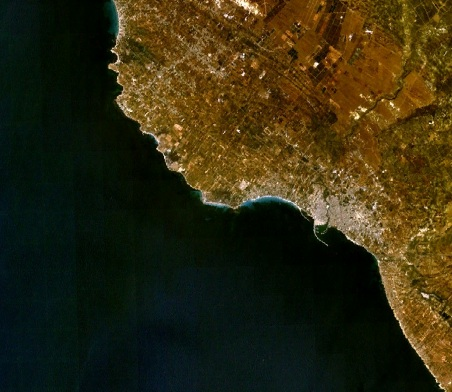
Vue satellite du cap Feto